# Narke (geslacht)
Narke is het typegeslacht van de familie van de sluimerroggen (Narkidae). Het geslacht telt drie soorten. Over twee van deze sluimerroggen is weinig bekend. Een soort die in de buurt van Japan voorkomt is kwetsbaar volgens de IUCN.

## Soorten
- Narke capensis (Gmelin, 1789) – Eenvinsluimerrog
- Narke dipterygia (Bloch & Schneider, 1801) – Vlekstaartsluimerrog
- Narke japonica (Temminck & Schlegel, 1850) – Japanse sluimerrog